# Viola somchetica
Viola somchetica är en violväxtart som beskrevs av C. Koch. Viola somchetica ingår i släktet violer, och familjen violväxter. Inga underarter finns listade i Catalogue of Life.